# Associazione Calcio Carpi 1928-1929
Questa pagina raccoglie le informazioni riguardanti l'Associazione Calcio Carpi nelle competizioni ufficiali della stagione 1928-1929.

## Stagione
Nella stagione 1928-1929 il Carpi ha disputato il girone C del campionato di Prima Divisione. Con dodici punti si è piazzato in quattordicesima e penultima posizione in classifica. Non è retrocesso in Seconda Divisione perché non erano previste retrocessioni, per la ristrutturazione di tutti i campionati nazionali. La conduzione tecnica è affidata a Alfredo Scacchetti, affiancato dall'ungherese Jozsef King. Ma a rendere memorabile questa stagione carpigiana è il pensionamento del glorioso Stadio di San Nicolò e l'inaugurazione del nuovo Campo Polisportivo, fuori Porta Modena, nasce per essere il contenitore di più sport, dal calcio all'atletica, dal ciclismo al motociclismo. Viene inaugurato nell'ottobre 1928, il debutto è però disastroso (1-5) con la Pro Gorizia che umilia i i biancorossi, il campionato del Carpi inizia con quattro sconfitte. Per fortuna la riforma dei campionati, chiamata riforma Arpinati o carta di Viareggio, che di fatto si conclude questa stagione, non prevede retrocessioni. Così il Carpi che ha perso l'ossatura della squadra competitiva di Karl Hort, può giocare comunque senza patemi, perdendo 20 delle 28 gare giocate. La riforma prevede una sola squadra destinata al prossimo primo campionato di Serie B. Vi arriva la Monfalconese che vince il torneo con 44 punti, davanti a Forlì, Udinese e Spal.

## Rosa
| N. |                   | Ruolo | Calciatore                |
| -- | ----------------- | ----- | ------------------------- |
|    | Italia (bandiera) | D     | Alberto Benassi           |
|    | Italia (bandiera) | C     | Zelindo Caliumi           |
|    | Italia (bandiera) | A     | Angiolino Camurri         |
|    | Italia (bandiera) | C     | Eraldo Ferrari            |
|    | Italia (bandiera) | A     | Giovan Battista Focherini |
|    | Italia (bandiera) | C     | Ciro Gasparini            |
|    | Italia (bandiera) | C     | Walter Guandalini         |
|    | Italia (bandiera) | D     | Arnaldo Guandalini        |
|    | Italia (bandiera) | D     | Ezio Lugli                |
|    | Italia (bandiera) | D     | Gino Martelli             |

| N. |                   | Ruolo | Calciatore        |
| -- | ----------------- | ----- | ----------------- |
|    | Italia (bandiera) | A     | Sergio Micheli    |
|    | Italia (bandiera) | C     | Almo Morselli     |
|    | Italia (bandiera) | D     | Domenico Orlandi  |
|    | Italia (bandiera) | D     | Maino Sabbadini   |
|    | Italia (bandiera) | A     | Luigi Saetti      |
|    | Italia (bandiera) | P     | Amilcare Sala     |
|    | Italia (bandiera) | A     | Santachiara       |
|    | Italia (bandiera) | P     | Castone Setti     |
|    | Italia (bandiera) | C     | Enzo Silingardi   |
|    | Italia (bandiera) | A     | Gogliardo Turrini |

## Risultati

### Prima Divisione - girone C

#### Girone di andata
| Arbitro: | Turra (Padova) |

|                                         |           |             |
| G. Gravisi 11’, 44’ Zoch 22’ Perper 65’ | Marcatori | 80’ Micheli |

| Arbitro: | Galli (Bologna) |

|               |           |  |
| I. Fabbri 13’ | Marcatori |  |

| Arbitro: | Dalle Mole (Vicenza) |

|             |           |                                                   |
| Micheli 52’ | Marcatori | 33’ Duo 49’, 71’, 81’ Colaussi 85’ (rig.) Longhin |

| Arbitro: | Lupini (Bergamo) |

|                              |           |  |
| Sullich 47’ Curri 75’ (rig.) | Marcatori |  |

| Arbitro: | Garzena (Voghera) |

|                    |           |  |
| Focherini 10’, 51’ | Marcatori |  |

| Arbitro: | Girelli (Verona) |

|                           |           |               |
| Croci 32’ Cavicchioli 39’ | Marcatori | 53’ Focherini |

| Arbitro: | Armani (Rovereto) |

|  |           |                                         |
|  | Marcatori | 43’, 66’ Tosolini 52’ Foni 89’ Vittorio |

| 11 novembre 1928 8ª giornata |  | – Turno di riposo del Carpi |  |  |

| Arbitro: | Turriti (Firenze) |

|                                   |           |                                                       |
| Micheli 49’ Silingardi 76’ (rig.) | Marcatori | 59’ Levo 62’ Sala 70’ Antognini 74’ Paoloni 79’ Reich |

| Arbitro: | Terrieri (La Spezia) |

|                           |           |                        |
| Micheli 34’ Focherini 39’ | Marcatori | 70’, 83’ (rig.) Sirola |

| Arbitro: | Brighenti (Trento) |

|                                   |           |  |
| Romani 43’, 63’ Marchionneschi 8’ | Marcatori |  |

| Arbitro: | Quilleri (Brescia) |

|                                      |           |  |
| E. Ferrari 1’, 55’ W. Guandalini 23’ | Marcatori |  |

| Arbitro: | Beretti (Prato) |

|             |           |  |
| Filippi 21’ | Marcatori |  |

| Arbitro: | Rossi (Perugia) |

|                |           |              |
| Silingardi 85’ | Marcatori | 70’ Marcuzzo |

| Arbitro: | Magliulo (Livorno) |

|                                          |           |  |
| Storchi 9’, 28’ Macrelli 55’ Baruzzi 67’ | Marcatori |  |

#### Girone di ritorno
| Arbitro: | Girelli (Verona) |

|  |           |         |
|  | Marcatori | 71’ Bon |

| Carpi 3 febbraio 1929 17ª giornata | Carpi                | 0 – 0 | Piacenza | Campo Polisportivo\| Arbitro: \| Dalle Mole (Vicenza) \| |
| Arbitro:                           | Dalle Mole (Vicenza) |       |          |                                                          |

| Arbitro: | Brighenti (Trento) |

|                                                          |           |              |
| Busolini 32’ Cavigiolio 37’ Gruden 61’, 74’ Wilfling 82’ | Marcatori | 76’ Morselli |

| Arbitro: | Rampini (Venezia) |

|  |           |                                                |
|  | Marcatori | 1’ Moro 32’ Sternisa 80’ Baccilieri 89’ Sullig |

| Arbitro: | Rubinato (Venezia) |

|                       |           |  |
| Lele 59’ Stocovaz 61’ | Marcatori |  |

| Arbitro: | Terrieri (La Spezia) |

|  |           |               |
|  | Marcatori | 80’ E. Vecchi |

| Arbitro: | Dall'Era (Brescia) |

|                                      |           |                    |
| Zilli 27’ Tosolini 29’ Peressini 52’ | Marcatori | 74’ (rig.) Camurri |

| 7 aprile 1929 23ª giornata |  | – Turno di riposo del Carpi |  |  |

| Arbitro: | Fornarelli (Bari) |

|              |           |  |
| Battioni 76’ | Marcatori |  |

| Fiume 21 aprile 1929 25ª giornata | CS Fiume | 0 – 2 Gara assegnata a tavolino per forfait del Fiume | Carpi | Stadio Cantrida |

| Arbitro: | Giulini (Lodi) |

|  |           |                    |
|  | Marcatori | 89’ Marchionneschi |

| Arbitro: | Girelli (Verona) |

|                                   |           |                          |
| Oriani 23’ Gemo 51’ Rosa 81’, 89’ | Marcatori | 21’ Saetti 42’ Focherini |

| Arbitro: | Bertiato (Venezia) |

|                                                                         |           |  |
| Saetti 25’ Focherini 44’ C. Gasparini 57’ Cunial 67’ (aut.) Camurri 85’ | Marcatori |  |

| Arbitro: | Caldirola (Milano) |

|                                           |           |                                       |
| Rebustello 27’ Bisigato 41’ Fornarola 78’ | Marcatori | 33’ Focherini 57’ Camurri 85’ Caliumi |

| Arbitro: | Turriti (Firenze) |

|            |           |                          |
| Saetti 50’ | Marcatori | 87’ Macrelli 89’ Baruzzi |